# Ben Stoneham
Pour les articles homonymes, voir Stoneham (homonymie).
Benjamin Russell Mackintosh Stoneham, baron Stoneham de Droxford (né le 26 août 1948) est un pair britannique, journaliste et homme politique libéral démocrate. Il est nommé whip en chef des libéraux démocrates à la Chambre des lords, en octobre 2016.

## Biographie
Il fait ses études à la Harrow School, au Christ's College, à Cambridge (BA, 1970), à l'Université de Warwick (MA, 1971) et à la London Business School.
Il milite d'abord au parti travailliste. À l'âge de 29 ans, il est candidat travailliste à l'élection partielle de Saffron Walden de 1977,. Il est plus tard trésorier de la Campagne pour le socialisme démocratique  dont beaucoup de chefs de file rejoignent plus tard le SDP. Stoneham est le candidat du SDP au Parlement à Stevenage en 1983 et 1987. En 1983, il obtient le meilleur résultat de tous les candidats non sortants du SDP à un siège anglais et perd de 1700 voix.
En 2004, il se présente aux élections à Denmead, Winchester, et en 2010, il se présente aux élections à Bishops Waltham, Winchester.
Il est l'un des principaux militants du parti libéral démocrate. De 2003 à 2010, il est directeur des opérations du parti, sous la direction de Charles Kennedy et Nick Clegg. Il est nommé pair à vie le 17 janvier 2011 en tant que baron Stoneham de Droxford, de Meon Valley dans le comté de Hampshire. Il prononce son premier discours le 20 janvier 2011.
En octobre 2016, Lord Stoneham est élu whip en chef des libéraux démocrates à la Chambre des lords, succédant à Lord Newby.
Lord Stoneham s'est fait connaître le 19 mai 2011 lorsqu'il utilise le privilège parlementaire pour révéler les détails d'une super-injonction lors d'un débat à la Chambre des lords. Il s'est demandé si une super-injonction empêchait les régulateurs bancaires d'enquêter sur la gouvernance d'entreprise à la Royal Bank of Scotland .
Il est marié à Anne Kristine Mackintosh. Lady Stoneham est fiduciaire de l'association caritative UK Youth et membre de l'Avon Tyrrell Trust. En 2012, elle obtient un MBE, pour les services aux jeunes.